# Бені-Валід
Бені-Валід — місто в Лівії, муніципалітет Місурата. До 2007 року був столицею нині скасованого муніципалітету Бені-Валід. Адміністративно розділений на дві частини — Дахра і Зайтуна. Розташоване обабіч ваді Мердум. У місті знаходиться кампус університету Місурати. Місто є центром племені варфалла.

## Війна в Лівії

### Війна 2011
Під час громадянської війни активні бойові дії між прихильниками Каддафі та повстанцями почалися під Бені-Валідом в кінці серпня після падіння Триполі. До жовтня Бені-Валід залишався одним з небагатьох міст, контрольованих військами Джамахірії, але 17 жовтня прихильники Перехідної національної ради повністю зайняли місто.

### Поновлення зіткнень
У січні 2012 року в місті було піднято повстання проти центральної лівійської влади. Одні джерела, як наприклад Reuters, вказували на племінний характер опору в місті. Інші джерела, наприклад Аль-Джазіра, пов'язували повстання з каддафістами.
Черговий етап боїв за місто розгорнувся в жовтні 2012 року. В ході бойових дій була зруйнована мечеть в районі Дахра.